# Route 26 (Île-du-Prince-Édouard)
La Route 26, aussi connue comme la Georgetown Road et la Pownal Road, est une route secondaire de 11,3 kilomètres (7 mi) dans le centre de l'Île-du-Prince-Édouard. Elle débute à la jonction avec la route 1 à Stratford et prend fin à l'intersection avec la route 1 et la route 272 à Waterside. Elle est l'ancien tracé de la route 1.

## Intersections majeures
| Comté                 | Ville     | km    | Destinations                                                                              | Notes                                    |
| --------------------- | --------- | ----- | ----------------------------------------------------------------------------------------- | ---------------------------------------- |
| Queens                | Stratford | 0,00  | Route 1 – Wood Islands, Charlottetown                                                     | Carrefour giratoire                      |
| Queens                | Waterside | 11,30 | Route 1 / route 272 est (Village Green Road) – Wood Islands, Charlottetown, Village Green | La Route 26 est devient la Route 272 est |
| - Transition de route |           |       |                                                                                           |                                          |